# Systaria hainanensis
Systaria hainanensis là một loài nhện trong họ Miturgidae.
Loài này thuộc chi Systaria. Systaria hainanensis được miêu tả năm 2009 bởi Zhang, Fu & Zhu.